# Ommatidae
Ommatidae je jedna z pěti čeledí v podřádu Archostemata (prvožraví), která je reprezentována rody Omma a Tetraphalerus, ve kterých je doposud popsáno pouze 6 druhů.
Systém:

Čeleď je rozdělená do dvou podčeledí:

- Ommatinae Sharp et Muir, 1912
  - Rod Omma  (žije v Austrálii)
    - Omma mastersi  Macleay, 1869
    - Omma rutherfordi  Lawrence, 1999
    - Omma sagitta  Neboiss, 1989
    - Omma stanleyi  Newman, 1839
- Tetraphalerinae Crowson, 1962
  - Rod Tetraphalerus  (žije v Severní Americe)
  - *Tetraphalerus bruchi  Heller, 1913
  - *Tetraphalerus wagneri  Waterhouse, 1901